# 1549
1549 је била проста година.